# اماهیبلها
اماهیبلها (به لاتین: Amahibelaha) یک منطقهٔ مسکونی در نپال است که در Kosi Zone واقع شده‌است.

## خصوصیات
اماهیبلها ۴٬۷۰۰ نفر جمعیت دارد.